# 哈岑比尔
哈岑比尔是德国莱茵兰-普法尔茨州的一个市镇。总面积7.76平方公里，总人口2984人，其中男性1608人，女性1376人（2011年12月31日），人口密度385人/平方公里。